# Shut Up and Dance
Shut Up and Dance je druhé album americké zpěvačky Pauly Abdul, které vyšlo v roce 1990. Album obsahuje remixy písní z desky Forever Your Girl. Deska zaznamenala úspěch a v USA se stala platinovou. Celosvětově se desky prodalo přes 5 milionů kusů.

## Seznam písní
1. "Cold Hearted"
2. "Straight Up"
3. "One of the Other"
4. "Forever Your Girl"
5. "Knocked Out"
6. "The Way That You Loved Me"
7. "Opposites Attract"
8. "1990 Medley Mix"